# George Brettingham Sowerby II
George Brettingham Sowerby II (1812 – 26 juli 1884) was een Brits natuuronderzoeker, illustrator en concholoog. Hij is verantwoordelijk voor de ontdekking en naamgeving van een groot aantal zeeslakken. 
Samen met zijn vader, George Brettingham Sowerby I,  publiceerde hij Thesaurus Conchyliorum, en droeg hij bij aan talloze weekdier-gerelateerde werken. 
- Bibsys: 90276443
- Bibliothèque nationale de France: cb125641641 (data)
- CiNii: DA13520422
- Stuttgart Database of Scientific Illustrators 1450–1950: 2175
- Gemeinsame Normdatei: 117648485
- International Standard Name Identifier: 0000 0000 8153 9905
- Library of Congress Control Number: n88669749
- Nationale bibliotheek van Australië: 35246704
- Nationale Bibliotheek van Israël: 987007423836305171
- Nederlandse Thesaurus van Auteursnamen: 241928044
- SNAC: w6m0638h
- Système universitaire de documentation: 12025025X
- Trove: 880769
- Virtual International Authority File: 73969050
- WorldCat: E39PBJvxwVfgtGmfRPVxbfCJDq